# Myriam-Thérèse Demjanovich
 (janvier 2016).
Si vous disposez d'ouvrages ou d'articles de référence ou si vous connaissez des sites web de qualité traitant du thème abordé ici, merci de compléter l'article en donnant les références utiles à sa vérifiabilité et en les liant à la section « Notes et références ».
Myriam-Thérèse Demjanovich (1901 - 1927), est une religieuse américaine, de la congrégation des sœurs de la Charité de Sainte Élisabeth, reconnue comme bienheureuse par l'Église catholique en 2014.

## Biographie
Thérèse Demjanovich est née à Bayonne, dans le New Jersey, le 26 mars 1901. Issue d'une famille d'origine slovaque, elle grandit dans le rite byzantin. Après de brillantes études et ayant ressenti une profonde vocation religieuse, elle entre au couvent des Sœurs de la Charité de Sainte-Élisabeth. Lorsqu'elle prononce ses premiers vœux de religion, elle prend le nom de sœur Myriam-Thérèse. Elle reste connue pour avoir vécu une vie humble et exemplaire, et laisse derrière elle de nombreux écrits spirituels tirés de ses expériences mystiques.
Myriam-Thérèse Demjanovich meurt le 8 mai 1927 à la maison-mère de sa congrégation, installée à Convent Station, dans le New Jersey.

## Béatification
- 1945 : ouverture de la cause en béatification
- 10 mai 2012 : le pape Benoît XVI lui attribue le titre de vénérable
- 17 décembre 2013 : le pape François reconnaît un miracle dû à son intercession et signe le décret de béatification
- 4 octobre 2014 : cérémonie de béatification célébrée dans la basilique du Sacré-Cœur de Newark par le cardinal Amato au nom du pape François. Il s'agit de la première cérémonie de béatification à être célébrée sur le sol des États-Unis[2].